# Jairón Charcopa
Jairón Andrés Charcopa Cabezas (Rioverde, 27 gennaio 2004) è un calciatore ecuadoriano, attaccante del Téc. Universitario in prestito dall'LDU Quito.

## Carriera

### Club
È cresciuto nel settore giovanile del Vargas Torres e nel 2021 è stato acquistato dall'LDU Quito, con cui ha debuttato il 21 novembre nell'incontro di Serie A pareggiato 1-1 contro l'Orense. Nel 2022 è passato in prestito all'Atl. Santo Domingo in Serie B, dove ha giocato 21 incontri e segnato 3 reti.
Rientrato a Quito, dopo una stagione in cui è stato utilizzato di rado nel 2024 ha iniziato a ricevere maggior minutaggio ed il 1º maggio ha trovato le sue prime reti realizzando una doppietta nella trasferta vinta 3-2 contro il Libertad.

### Nazionale
Ha giocato con la nazionale ecuadoriana Under-15.

## Statistiche

### Presenze e reti nei club
Statistiche aggiornate al 9 gennaio 2025.
| Stagione         | Squadra            | Campionato       | Campionato | Campionato | Coppe nazionali | Coppe nazionali | Coppe nazionali | Coppe continentali | Coppe continentali | Coppe continentali | Altre coppe | Altre coppe | Altre coppe | Totale | Totale | Totale |
| Stagione         | Squadra            | Comp             | Pres       | Reti       | Comp            | Pres            | Reti            | Comp               | Pres               | Reti               | Comp        | Pres        | Reti        | Pres   | Reti   |        |
| ---------------- | ------------------ | ---------------- | ---------- | ---------- | --------------- | --------------- | --------------- | ------------------ | ------------------ | ------------------ | ----------- | ----------- | ----------- | ------ | ------ | ------ |
| 2021             | LDU Quito          | A                | 1          | 0          | -               | -               | -               | CL+CS              | 0                  | 0                  | -           | -           | -           | 1      | 0      |        |
| 2022             | Atl. Santo Domingo | B                | 21         | 3          | CE              | 1               | 0               | -                  | -                  | -                  | -           | -           | -           | 22     | 3      |        |
| 2023             | LDU Quito          | A                | 3          | 0          | -               | -               | -               | CS                 | 2                  | 0                  | -           | -           | -           | 5      | 0      |        |
| 2024             | LDU Quito          | A                | 11         | 3          | -               | -               | -               | CL+CS              | 2+3                | 0                  | RS          | 0           | 0           | 16     | 3      |        |
| Totale LDU Quito | Totale LDU Quito   | Totale LDU Quito | 15         | 3          |                 | -               | -               |                    | 7                  | 0                  |             | 0           | 0           | 22     | 3      |        |
| Totale carriera  | Totale carriera    | Totale carriera  | 36         | 6          |                 | 1               | 0               |                    | 7                  | 0                  |             | 0           | 0           | 44     | 6      |        |

## Palmarès

### Club

#### Competizioni internazionali
- Coppa Sudamericana: 1

LDU Quito: 2023

#### Competizioni nazionali
- Campionato ecuadoriano: 2

LDU Quito: 2023, 2024